# El Refugio, San Francisco del Rincón
El Refugio är en ort i Mexiko.   Den ligger i kommunen San Francisco del Rincón och delstaten Guanajuato, i den centrala delen av landet, 300 km nordväst om huvudstaden Mexico City. El Refugio ligger 1 852 meter över havet och antalet invånare är 215.
Terrängen runt El Refugio är platt åt nordost, men åt sydväst är den kuperad. Runt El Refugio är det ganska tätbefolkat, med 124 invånare per kvadratkilometer. Närmaste större samhälle är San Roque, 18,6 km nordväst om El Refugio. Trakten runt El Refugio består till största delen av jordbruksmark.